# شیمی بالینی

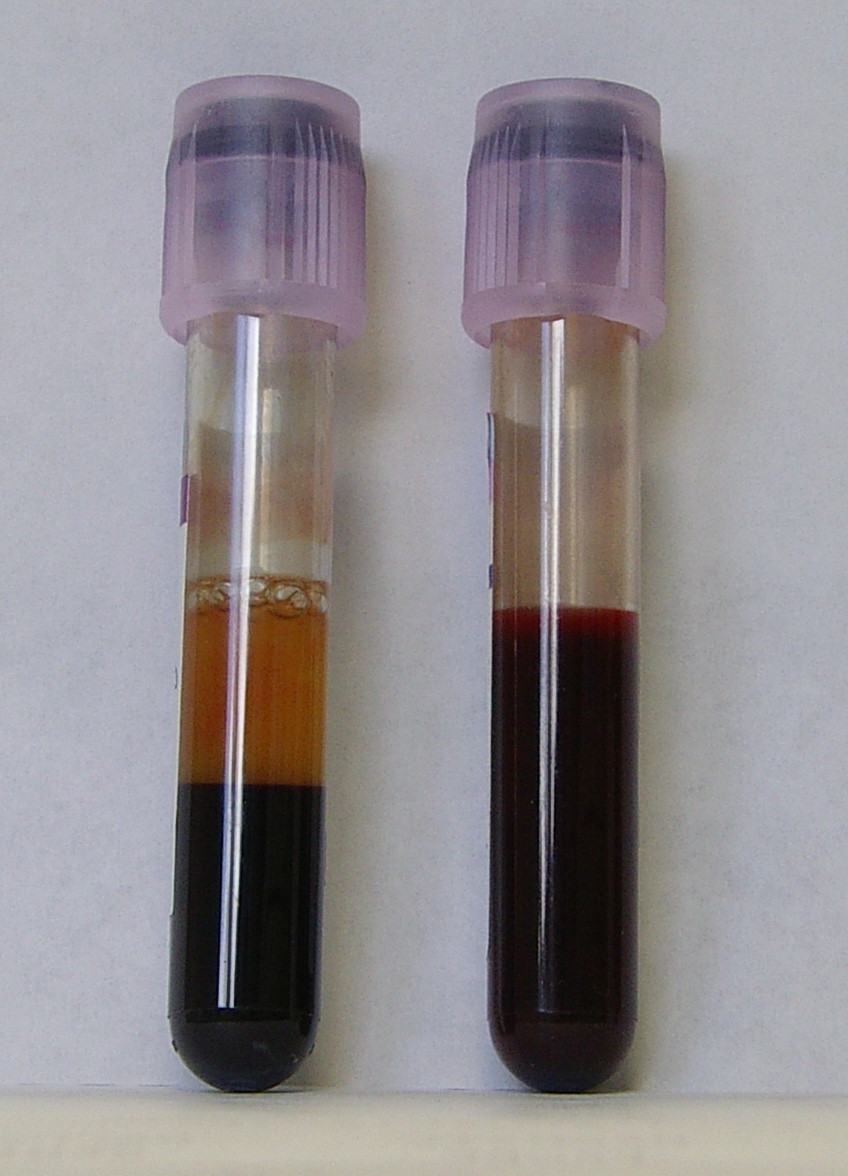
داروی آسیب‌شناسی شیمیایی

شیمی بالینی یا آسیب‌شناسی شیمیایی یا زیست‌شیمی بالینی (به انگلیسی: Clinical Chemistry) یکی از شاخه‌های دانش پزشکی است. این علم بر پایه آزمایش‌هایی استوار است که بر اساس آن‌ها در نتیجۀ تشخیص اختلالات در مقدار مواد تشکیل‌دهنده بدن، بیماری‌های مرتبط با آن‌ها شناخته می‌شود.